# یوهان اربانک
یوهان اربانک (آلمانی: Johann Urbanek؛ ۱۰ اکتبر ۱۹۱۰ – ۷ ژوئیهٔ ۲۰۰۰) یک بازیکن فوتبال اهل آلمان بود.
وی همچنین در تیم‌های ملی فوتبال اتریش آلمان بازی کرده است.